# Четвёрка на будущее
«Четвёрка на будущее» (англ. Four for Tomorrow) — сборник рассказов и повестей американского писателя-фантаста Роджера Желязны.
Впервые сборник был издан в мягкой обложке в США в 1967 году с предисловием Теодора Старджона.
В сборнике четыре произведения:
- «Фурии» (англ. «The Furies») (написан в 1965).
- «Кладбище слонов» (англ. «The Graveyard Heart») (написан в 1964).
- «Двери его лица, фонари его губ» (англ. «The Doors of His Face, the Lamps of His Mouth») (написан в 1965). Название представляет собой цитату из библейской Книги Иова с описанием левиафана, поэтому существуют вариации перевода названия на русском языке: «Врата его па́сти, зубов его блеск»; «Двери его лица, лампы его па́сти»; «Двери его лица, фонари его губ»; «Лица его, пламенники па́сти его».
- «Роза для Экклезиаста» (англ. «A Rose for Ecclesiastes») (написан в 1963) — номинация на премию Хьюго 1964 года за лучший короткий рассказ.

В 1969 году сборник был переиздан в твёрдом переплёте в Великобритании, с более развёрнутым названием «Четвёрка на будущее: Роза для Экклезиаста» (англ. «Four for Tomorrow's: A rose for Ecclesiastes»). Вследствие этого сборник часто называют и переводят просто как «Роза для Экклезиаста».